# Sebastián Izquierdo
Sebastián Izquierdo (Alcaraz, 29 gennaio 1601 – Roma, 20 febbraio 1681) è stato un filosofo, scrittore, teologo e gesuita spagnolo, considerato un pioniere nei campi della combinatoria e della logica matematica.

## Biografia
Sebastián Izquierdo nacque il 29 gennaio 1601 ad Alcaraz, nella provincia castigliana di Albacete. Entrò nei gesuiti il 17 novembre 1623 e studiò presso il collegio gesuitico di Alcalá de Henares e il prestigioso Colegio Imperial di Madrid. Insegnò filosofia e teologia ad Alcalá, Murcia e Madrid e divenne rettore dei collegi di Murcia e Madrid. Izquierdo si formò in un clima di rinnovato interesse per il pensiero del filosofo catalano Raimondo Lullo che enfatizzava la matematica teorica, la combinatoria e la metodologia della scienza. Nel 1659 pubblicò a Lione la sua monumentale opera filosofica Pharus scientiarum (Il faro delle scienze), che ebbe ampia diffusione in tutta Europa. Due anni dopo partì per Roma per partecipare all'undicesima Congregazione generale della Compagnia di Gesù, durante la quale fu nominato assistente del Preposito generale per la Spagna e le Indie Occidentali. A Roma fece amicizia con il noto erudito tedesco Athanasius Kircher. Nel 1664 pubblicò la prima parte del suo Opus Teologicum, e nel 1670 la seconda parte. Morì a Roma il 20 febbraio 1681.

## Pensiero

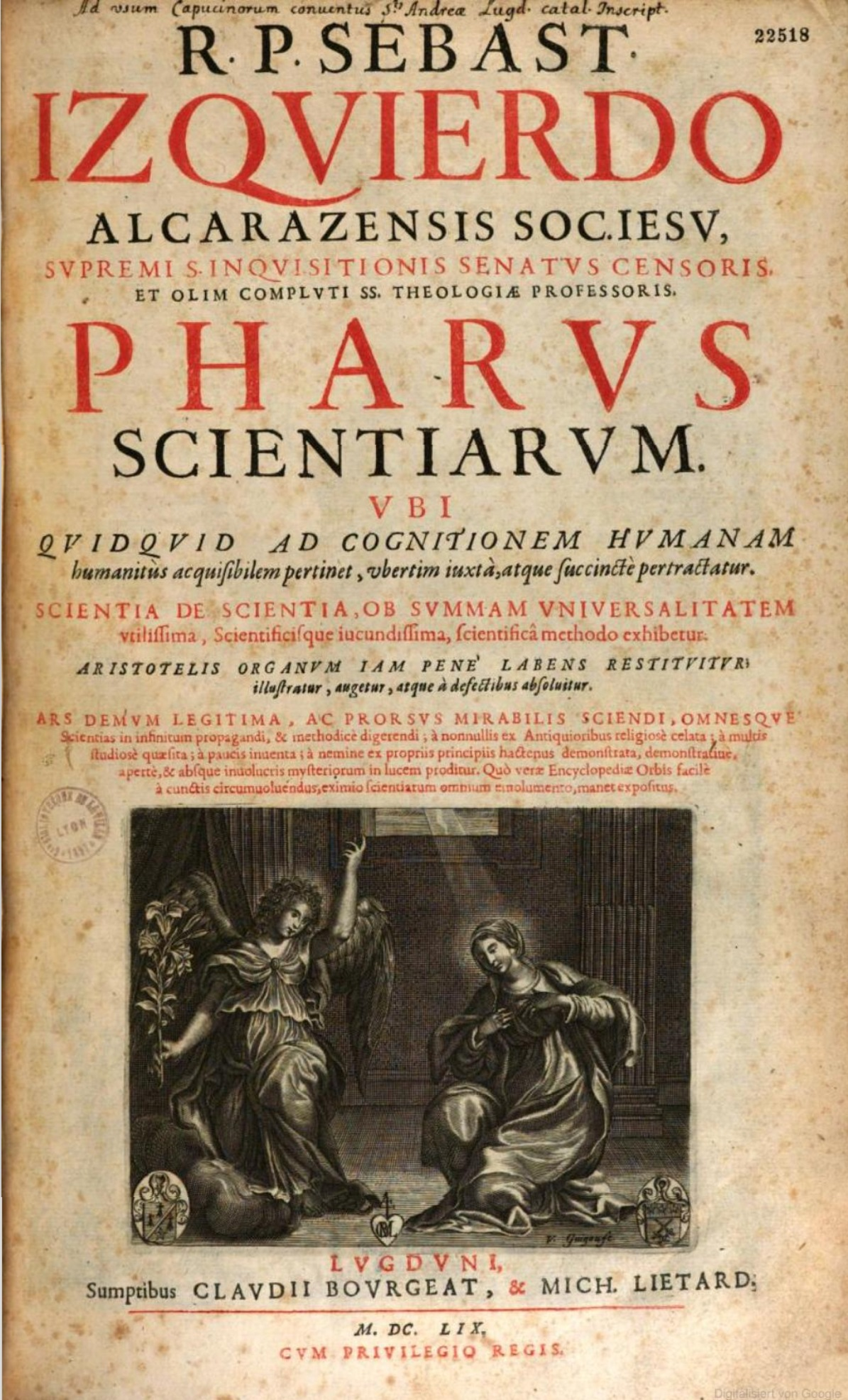
Frontespizio del primo volume del Pharus scientiarum, Lione, 1659

Oggi quasi dimenticato, Izquierdo fu una figura importante della filosofia del XVII secolo. Seguace del filosofo medievale spagnolo Raimondo Lullo, fu fortemente influenzato anche dall'empirismo di Francesco Bacone. Nel suo Pharus scientiarum Izquierdo si pone l'obiettivo di elaborare una scienza universale valida per ogni campo del sapere (scientia de scientia o arte general del saber) sul modello dell'Ars magna lulliana. Izquierdo sostiene la necessità di matematizzare l'ars lulliana e nel corso della sua esposizione illustra come le combinazioni di lettere lulliane possano essere sostituite da combinazioni di numeri. Il gesuita tedesco Athanasius Kircher, influenzato dal Pharus scientiarum, scrisse la sua immensa Ars magna sciendi nel tentativo di fare dell'Ars lulliana una “scienza della scienza” idonea alla redazione di un'enciclopedia di tutto lo scibile umano.
Gli storici della matematica ricordano Izquierdo soprattutto per i suoi contributi alla combinatoria, alla quale dedicò la Disputatio 29 (De Combinatione) del suo Pharus scientiarum. Izquierdo influenzò diversi filosofi contemporanei, come gli spagnoli Juan Caramuel e Tomás Vicente Tosca e i tedeschi Gaspar Knittel e Gottfried Wilhelm Leibniz; quest'ultimo, in particolare, cita la Disputatio de Combinatione, nel suo De Arte Combinatoria (1666). La Disputatio 29 «De Combinatione», fu salvata dall'oblio e studiata approfonditamente dallo storico della filosofia Ramón Ceñal, che non solo la tradusse dal latino ma le dedicò anche uno studio esaustivo pubblicato dall'Instituto de España.

## Opere
- Theses de Immaculata Conceptione, Alcalá, 1658.
- Pharus scientiarum, vol. 1, Lione, Bourgeat and Liétard, 1659.
- Pharus scientiarum, vol. 2, Lione, Bourgeat and Liétard, 1659.
- Opus theologicum, vol. 1, Roma, ex typographia Varesiana, 1664.
- Opus theologicum, vol. 2, Roma, ex typographia Varesiana, 1670.
- Practica de los Exercicios Espirituales de Nuestro Padre San Ignacio. Roma 1665, 1675.
- Consideraciones de los cuatro Novísimos del Hombre: Muerte, Juicio, Infierno y Gloria, Roma, 1672.
- Medios necessarios para la Salvación. Roma, 1674.